# Thạch Thái Phong
Thạch Thái Phong (tiếng Trung: 石泰峰; bính âm: Shí Taìfēng; sinh tháng 9 năm 1956) là giáo sư, thạc sĩ luật học, chính khách nước Cộng hòa Nhân dân Trung Hoa. Ông là Ủy viên Bộ Chính trị khóa XX, Phó Chủ tịch thứ nhất Ủy ban Toàn quốc Chính hiệp, Bộ trưởng Bộ Công tác Mặt trận Thống nhất Trung ương Đảng Cộng sản Trung Quốc. Ông cũng là Ủy viên Trung ương Đảng khóa XIX, Ủy viên dự khuyết khóa XVIII, từng là Viện trưởng Viện Khoa học xã hội Trung Quốc, người đứng đầu tức Bí thư Khu ủy kiêm Chủ nhiệm Ủy ban Thường vụ Nhân Đại của hai khu tự trị là Nội Mông và Ninh Hạ; Phó Bí thư Tỉnh ủy, Tỉnh trưởng Giang Tô; Thường vụ Tỉnh ủy Giang Tô, Bí thư Thành ủy Tô Châu.
Thạch Thái Phong công tác tại Trường Đảng Trung ương Đảng Cộng sản Trung Quốc trong thời gian dài từ khi ông tốt nghiệp nghiên cứu sinh và từng đảm nhiệm chức vụ Phó Hiệu trưởng Trường Đảng Trung ương trước khi chuyển công tác làm Trưởng Ban Tổ chức Tỉnh ủy Giang Tô vào tháng 9 năm 2010. Tháng 8 năm 2011, ông được bổ nhiệm làm Phó Bí thư Tỉnh ủy Giang Tô. Tháng 1 năm 2016, ông chính thức nhậm chức Tỉnh trưởng Chính phủ nhân dân tỉnh Giang Tô. Tháng 4 năm 2017, sau bảy năm công tác ở Giang Tô, Thạch Thái Phong được bổ nhiệm làm Bí thư Khu ủy Khu tự trị Ninh Hạ.

## Xuất thân và giáo dục
Thạch Thái Phong là người Hán sinh tháng 9 năm 1956, người Du Xã, tỉnh Sơn Tây. Tháng 9 năm 1978 đến tháng 9 năm 1982, Thạch Thái Phong theo học chuyên ngành pháp luật khoa pháp luật tại Đại học Bắc Kinh. Tháng 9 năm 1982, sau khi tốt nghiệp cho đến tháng 7 năm 1985, Thạch Thái Phong nghiên cứu sinh thạc sĩ chuyên ngành lý luận cơ sở luật học khoa pháp luật ở Đại học Bắc Kinh. Thạch Thái Phong là bạn học của Thủ tướng Quốc vụ viện Trung Quốc đương nhiệm Lý Khắc Cường ở Đại học Luật Bắc Kinh. Tháng 9 năm 1991 đến tháng 9 năm 1992, ông nâng cao tại Viện Luật học, Đại học Amsterdam, Hà Lan.

## Sự nghiệp

### Các giai đoạn
Tháng 5 năm 1974, thời kỳ Cách mạng Văn hóa, Thạch Thái Phong tham gia công tác là thanh niên trí thức của công xã Đại Trại, huyện Du Xã, tỉnh Sơn Tây. Tháng 9 năm 1975, Thạch Thái Phong theo học Trường công nhân kỹ thuật nhà máy máy công cụ Sơn Tây. Tháng 7 năm 1977, ông về làm công nhân phân xưởng số 5 nhà máy máy công cụ Sơn Tây. Tháng 6 năm 1982, Thạch Thái Phong gia nhập Đảng Cộng sản Trung Quốc. Tháng 7 năm 1985, 29 tuổi, sau khi tốt nghiệp nghiên cứu sinh, Thạch Thái Phong về làm giáo viên phòng nghiên cứu khoa học giáo dục luật học Trường Đảng Trung ương Đảng Cộng sản Trung Quốc. Tháng 11 năm 1987 đến tháng 11 năm 1988, ông tạm giữ chức Phó Bí thư Huyện ủy Ninh Tấn, tỉnh Hà Bắc.
Tháng 6 năm 1990, ông được bổ nhiệm làm Phó Chủ nhiệm phòng luật học, Bộ nghiên cứu khoa học giáo dục chủ nghĩa xã hội khoa học Trường Đảng Trung ương Đảng Cộng sản Trung Quốc. Tháng 9 năm 1992, ông được bổ nhiệm giữ chức Chủ nhiệm phòng luật học, Bộ nghiên cứu khoa học giáo dục chủ nghĩa xã hội khoa học Trường Đảng Trung ương. Tháng 11 năm 1995, Thạch Thái Phong được phong học hàm giáo sư. Tháng 3 năm 1996, ông được bổ nhiệm làm Phó Chủ nhiệm Bộ nghiên cứu khoa học giáo dục chính trị pháp luật Trường Đảng Trung ương Đảng Cộng sản Trung Quốc. Tháng 1 năm 1999, ông được bổ nhiệm giữ chức Chủ nhiệm Bộ nghiên cứu khoa học giáo dục chính trị pháp luật Trường Đảng Trung ương.
Tháng 12 năm 2000, Thạch Thái Phong được bổ nhiệm làm Trưởng Ban Tổ chức Trường Đảng Trung ương Đảng Cộng sản Trung Quốc kiêm Chủ nhiệm Bộ nghiên cứu khoa học giáo dục chính trị pháp luật Trường Đảng Trung ương. Tháng 7 năm 2001, ông được bổ nhiệm giữ chức Phó Hiệu trưởng Trường Đảng Trung ương Đảng Cộng sản Trung Quốc kiêm Trưởng Ban Tổ chức Trường Đảng Trung ương, Chủ nhiệm Bộ nghiên cứu khoa học giáo dục chính trị pháp luật Trường Đảng Trung ương. Tháng 2 năm 2002, ông thôi kiêm nhiệm chức vụ Trưởng Ban Tổ chức Trường Đảng Trung ương. Tháng 4 năm 2002, ông thôi giữ chức Chủ nhiệm Bộ nghiên cứu khoa học giáo dục chính trị pháp luật Trường Đảng Trung ương. Năm 2008, Thạch Thái Phong được bầu làm Đại biểu Đại hội đại biểu Nhân dân toàn quốc (Quốc hội Trung Quốc) khóa XI, Ủy viên Ủy ban Thường vụ Đại hội đại biểu Nhân dân toàn quốc khóa XI, Ủy viên Ủy ban Pháp luật của Đại hội đại biểu Nhân dân toàn quốc Trung Quốc nhiệm kỳ 2008 đến năm 2013.

### Địa phương
Tháng 9 năm 2010, Thạch Thái Phong được luân chuyển làm Ủy viên Ủy ban Thường vụ Tỉnh ủy Giang Tô kiêm Trưởng Ban Tổ chức Tỉnh ủy Giang Tô. Tháng 8 năm 2011, ông được bổ nhiệm giữ chức Phó Bí thư Tỉnh ủy Giang Tô kiêm Trưởng Ban Tổ chức Tỉnh ủy Giang Tô. Tháng 9 năm 2011, ông kiêm nhiệm chức vụ Hiệu trưởng Trường Đảng Tỉnh ủy Giang Tô. Tháng 12 năm 2011, ông thôi kiêm nhiệm chức vụ Trưởng Ban Tổ chức Tỉnh ủy Giang Tô. Ngày 14 tháng 11 năm 2012, tại phiên bế mạc của Đại hội Đảng Cộng sản Trung Quốc lần thứ 18, Thạch Thái Phong được bầu làm Ủy viên dự khuyết Ban Chấp hành Trung ương Đảng Cộng sản Trung Quốc khóa XVIII. Ngày 23 tháng 6 năm 2014, ông được bổ nhiệm giữ chức Phó Bí thư Tỉnh ủy Giang Tô kiêm Bí thư Thành ủy Tô Châu, Hiệu trưởng Trường Đảng Tỉnh ủy Giang Tô. Tháng 11 năm 2015, Thạch Thái Phong được đề cử làm Phó Tỉnh trưởng Chính phủ nhân dân tỉnh Giang Tô, quyền Tỉnh trưởng Chính phủ nhân dân tỉnh Giang Tô thay cho ông Lý Học Dũng. Ngày 28 tháng 1 năm 2016, ông chính thức được bầu giữ chức vụ Tỉnh trưởng Chính phủ nhân dân tỉnh Giang Tô. Tháng 11 năm 2016, ông thôi kiêm nhiệm chức vụ Hiệu trưởng Trường Đảng Tỉnh ủy Giang Tô.
Ngày 26 tháng 4 năm 2017, Thạch Thái Phong được bổ nhiệm làm Bí thư Khu ủy Khu tự trị Ninh Hạ. Ngày 22 tháng 6 năm 2017, ông được bầu kiêm nhiệm chức vụ Chủ nhiệm Ủy ban Thường vụ Đại hội đại biểu nhân dân Khu tự trị Ninh Hạ. Ngày 24 tháng 10 năm 2017, tại phiên bế mạc của Đại hội Đảng Cộng sản Trung Quốc lần thứ XIX, ông được bầu làm Ủy viên Ủy ban Trung ương Đảng Cộng sản Trung Quốc khóa XIX. Ngày 31 tháng 1 năm 2018, tại hội nghị lần thứ nhất của Đại hội đại biểu nhân dân khóa XII khu tự trị Ninh Hạ, ông được bầu tái đắc cử chức vụ Chủ nhiệm Ủy ban Thường vụ Đại hội đại biểu nhân dân Khu tự trị Ninh Hạ. Tháng 10 năm 2019, ông được điều tới Nội Mông, là lãnh đạo cao nhất của khu tự trị này với chức vụ Bí thư Khu ủy, Chủ nhiệm Ủy ban Thường vụ Nhân Đại Nội Mông.

### Trung ương
Ngày 30 tháng 4 năm 2022, Thạch Thái Phong không còn giữ chức Bí thư, Thường vụ và Ủy viên Đảng ủy Khu tự trị Nội Mông nữa và được điều động làm Viện trưởng Viện Khoa học xã hội. Ngày 24 tháng 6 cùng năm, ông giữ chức vụ Phó Chủ nhiệm Ủy ban Giáo dục, Khoa học, Văn hóa và Y tế của Đại hội Đại biểu Nhân dân Toàn quốc lần thứ 13. Cuối năm 2022, ông tham gia Đại hội Đảng Cộng sản Trung Quốc lần thứ XX từ đoàn đại biểu khối cơ quan trung ương Đảng và Nhà nước. Trong quá trình bầu cử tại đại hội, ông được bầu là Ủy viên Ủy ban Trung ương Đảng Cộng sản Trung Quốc khóa XX, sau đó được bầu làm Ủy viên Bộ Chính trị, phê chuẩn làm Phó Chủ tịch Quân ủy Trung ương trong Hội nghị toàn thể lần thứ nhất Ủy ban Trung ương khóa XX vào ngày 23 tháng 10 năm 2022. Ngày 27 tháng 10, ông được phân công làm Bộ trưởng Bộ Công tác Mặt trận Thống nhất Trung ương Đảng Cộng sản Trung Quốc. Ông được miễn nhiễm chức vụ Viện trưởng Viện Khoa học xã hội vào ngày 28 tháng 12.